# Kurortni Gorodok
Kurortni Gorodok (del ruso: Куро́ртный Городо́к) es un mikroraión del distrito de Ádler de la unidad municipal de la ciudad-balneario de Sochi del krai de Krasnodar de Rusia.
Está situado en el espacio llano comprendido por el litoral del mar Negro al norte del río Jerota y los montes de la primera pequeña cordillera litoral, a 200 m de la costa, de la que le está separado por la línea Tuapsé-Sujumi del ferrocarril del Cáucaso Norte.

## Historia
Fue incorporado a la ciudad de Sochi en 1961.

## Lugares de interés
La localidad es un centro turístico balneario por la playa de Ádler, con lo que parte de sus edificios son establecimientos hoteleros y comerciales y un parque acuático. En la localidad se hallan el Oceanario de Sochi y el Delfinario de Sochi.

## Transporte
La localidad cuenta con una estación de ferrocarril (Izvestia) en la línea Tuapsé-Sujumi del ferrocarril del Cáucaso Norte.